# Rosa Mendes
Milena Leticia Roucka (Vancouver, 25 de outubro de 1979) é uma lutadora de wrestling profissional, valet e ex-modelo canadense, que trabalhou para a WWE, no programa SmackDown, sob o nome Rosa Mendes.
Roucka estudou administração na Universidade da Colúmbia Britânica, mas deixou para prosseguir uma carreira de modelo. Ela ganhou várias competições, incluindo a Piel Dorada em 2004, também atuou em comerciais.
Em meados de 2006 ela participou da edição do WWE Diva Search. Apesar de ter terminado em quarto lugar, ela foi contratada pela WWE e enviada para treinar na Ohio Valley Wrestling (OVW), utilizando o nome de ring 'Roucka'. Em 19 de setembro de 2007 ela venceu o OVW Women's Championship, ocupando ele durante cinco meses até 20 de fevereiro de 2008. No mês seguinte, Roucka foi transferida para Florida Championship Wrestling (FCW), novo território de treinamento da WWE.
Em novembro de 2008, Roucka começou a aparecer no Raw, onde ela se tornou manager de Beth Phoenix e Santino Marella. Em outubro ela foi transferida para a brand ECW, onde iniciou um relacionamento com Zack Ryder como manager. A dupla voltou para o Raw em fevereiro de 2010, mas Mendes logo foi enviada ao SmackDown em Abril pelo Draft. Em novembro, Mendes ganhou o título da FCW, o Queen of FCW, onde o segurou até fevereiro de 2011.
No fim de 2011, Rosa começou a servir como manager da dupla Primo e Epico durante e depois de terem conseguido o WWE Tag Team Championship.

## Modelagem
Roucka estudou Business na Universidade da Colúmbia Britânica, mas desistiu para seguir a carreira de modelo. Em 2004 ela venceu o "Piel Dorada", um dos maiores concursos de modelos da América Latina, tornando-se a primeira norte-americana a vencer. No ano seguinte, ela ganhou o concurso da Hawaiin Tropic's para ser à Ms. Indy 500, e atuou como juiz do Hawaiian Tropic Ms. Super Bowl.

## World Wrestling Entertainment

### Diva Search (2006)
Em meados de 2006, Roucka participou das audições para a terceira temporada da World Wrestling Entertainment (WWE) Divas Search Contest, chegando a oitava posição. Roucka venceu a primeira prova numa competição de dança. Poucos dias depois de sua eliminação, em 24 de agosto, a WWE assinou com ela um contrato de desenvolvimento, juntamente com Maryse Ouellet, que também havia sido eliminada da competição.

### Ohio Valley Wrestling e Women's Championship (2006–2008)
Roucka foi enviada para a Ohio Valley Wrestling (OVW), território de desenvolvimento da WWE. Ela estreou como heel (personagem vilão), usando Roucka como nome de ringue, servindo como valet para a stable Bad Kompany, acompanhando os membros Mike Kruel, Shawn Osborne e Eddie Craven. No início de 2007, ela participou do concurso "Miss OVW". Ela estava acompanhando Kruel quando ele derrotou Boris Alexiev para ganhar o OVW Heavyweight Championship em fevereiro. Ela fez sua estreia no ring em 24 de março, quando perdeu para Jennifer Mae. Mais tarde naquela noite, ela se juntou com Beth Phoenix, Katie Lea e Melody, perdendo para ODB, Victoria Crawford e Maryse.
Em junho, Roucka desafiou OBD para disputar o OVW Women's Championship, mas perdeu. Três meses depois, em 19 de setembro ela ganhou uma six-way match para se tornar a nova campeã do OVW Women's Championship. Depois de ganhar o título, ela começou uma feud com Lea, derrotando-a em várias ocasiões. Em novembro, Lea e Atlas DaBone derrotaram Roucka e Kruel em uma mixed tag team match. Em janeiro de 2008, Lea derrotou Roucka em uma partida que não valia o título.
Em 8 de fevereiro nas gravações da OVW, Roucka se uniu com Shawn Spears, perdendo para Lea e Lupe Viscara. Em 16 de fevereiro de 2008, Roucka e Josie venceram Melody e Serena Deeb. No início de fevereiro, A WWE decidiu não usar mais OVW como um território de desenvolvimento. Depois de segurar o título por cinco meses, Roucka o perdeu para Katie Lea em 20 de fevereiro.

### Florida Championship Wrestling (2008–2011)
Em março de 2008, ela estreou no novo território de desenvolvimento da WWE, a Florida Championship Wrestling (FCW), juntando-se com Nicole Bella contra Nattie Neidhart e Victoria Crawford, perdendo para a dupla. No mês seguinte, Roucka começou uma feud com The Bella Twins, que durou até meados de 2008. Em junho, Roucka e Brad Allen venceram Brianna Bella e Lupo Martinez numa mixed tag team match, e em julho eles derrotaram Johnny Curtis e Brianna. Este foi o início de uma associação com Allen, onde Roucka começou a servir como sua manager. Em agosto, ela aliou-se com Alicia Fox e Daisy para continuar sua rivalidade com Bellas Twins que estavam unidas com Tiffany. Ela continuou a competir na FCW durante todo o restante do ano, lutando contra Fox, Daisy e Miss Angela. Em janeiro de 2009, Roucka mudou seu nome de ringue para 'Rosa Mendes', após estrear no Raw sobre esse nome. No dia 8 de janeiro de 2009 na FCW Television ela se uniu com Alicia Fox para perder contra Eve Torres e Tiffany. Em 12 de fevereiro de 2009 ela venceu Jenny Cash na FCW Television.
Depois de Angela ganhar o Queen Of FCW em fevereiro, Mendes imediatamente iniciou uma feud com ela pela coroa, atacando Angela em várias ocasiões, tentando roubar também sua coroa. Em 13 de março na FCW Television, ela derrotou Wesley Holiday. Em 19 de Abril ela desafiou Angela para disputar o Queen Of FCW, mas Angela venceu por desqualificação após Doctor X lhe atacar. Ela se juntou com Kaleb O'Neal e Lawrence Knight contra Eric Escobar, Sweet Papi Sanchez e Angela numa match que perderam, depois perdeu para Angela numa singles match. Mendes ganhou uma revanche em Junho onde derrotou Angela. Em 21 de Junho na FCW Television, Mendes se juntou com Layla para vencer Angela Fong e Alicia Fox depois de Rosa pinar Fong com um schoolgirl roll-up. Durante este tempo, ela se assosiou com a FCW General Manager Abraham Washington, aparecendo ao lado dela em várias ocasiões. Em janeiro de 2010 na FCW Television, Mendes se uniu com Naomi Knight numa perda para AJ Lee e Courtney Taylor. Em novembro de 2010, Mendes desafiou sem sucesso Naomi pelo FCW Divas Championship em um house show.

### Associação com Glamarella (2008–2009)

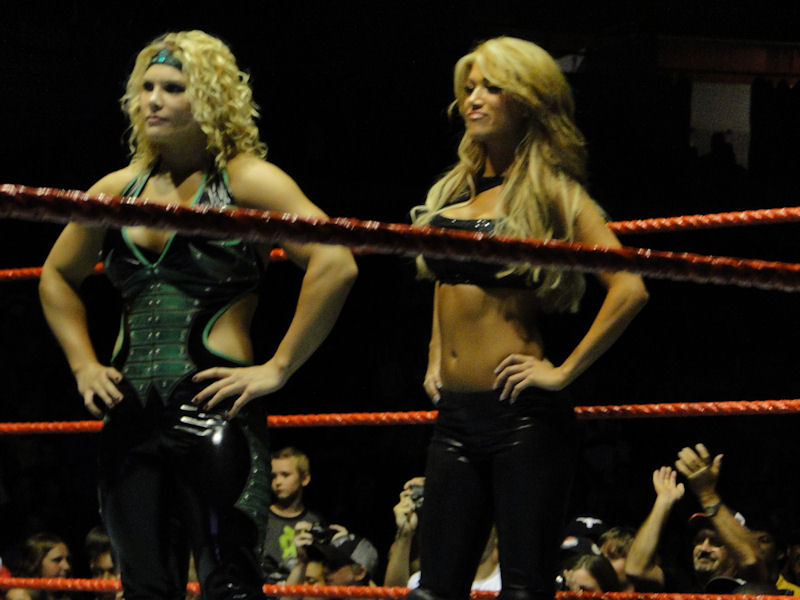
Mendes (direita) com Beth Phoenix em 2009

Em 24 de novembro de 2008 durante o Raw, Roucka apareceu como uma plant fã na multidão segurando um cartaz que dizia ser a fã número da então WWE Women's Champion Beth Phoenix. Por algumas semanas ela voltou a aparecer com outros cartazes de apoio a Beth. Rosa foi flagrada novamente no Raw durante uma partida Main Event entre Beth Phoenix e Santino Marella contra John Cena e Trish Stratus em seu retorno. Mendes continuou aparecendo no Raw, atacando Melina que era rival de Beth. Em 22 de dezembro, Santino Marella lhe apresentou como Rosa Mendes e na semana seguinte Mendes saiu da multidão para atacar Melina e assim ajudar Beth durante uma briga. Na semana seguinte, Stephanie McMahon que Mendes havia sido proibida de ir aos eventos da WWE depois de que ela atacou Melina mais uma vez. Mendes evitou a proibição sem sucesso e então se disfarçou como uma paparazzo durante a entrada de Melina para lhe atacar. Em 19 de janeiro, no Raw, Marella anunciou que havia contratado Mendes para ser sua estagiária e de Phoenix. Mendes acompanhou Phoenix durante sua partida em 16 de fevereiro contra Melina pelo título em uma dark match no No Way Out.
Em 30 de março no Raw, Mendes fez sua estreia no ring em uma tag team match de 18 divas, onde seu time perdeu. Em 5 de abril, Mendes competiu em uma Divas Battle Royal na WrestleMania XXV, mas a partida foi vencida por Santina Marella. Em 11 de junho no WWE Superstars, Mendes teve sua primeira vitória na WWE quando se uniu Beth Phoenix contra The Bella Twins, e ela fez sua estreia sozinha em uma derrota contra Mickie James no Raw em 15 de junho. Em 27 de Julho, ela fez uma parceria com Alicia Fox e Beth Phoenix perdendo para Mickie James, Gail Kim e Kelly Kelly. Em agosto de 2009 ela começou a acompanhar Carlito, com sua associação com Beth Phoenix sendo discretamente terminada.

### Várias storylines (2009-2011)

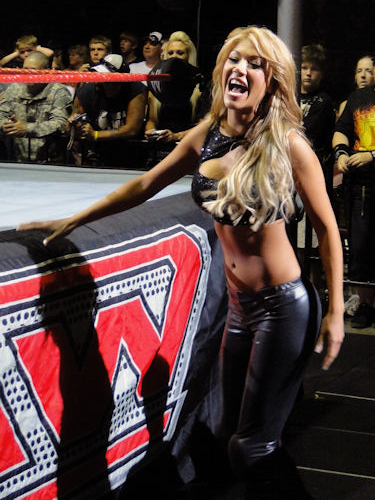
Mendes em um house show em agosto de 2009

Em 12 de outubro de 2009, o site oficial da WWE anunciou que Mendes tinha sido transferida do Raw para a brand ECW. Ela estreou na ECW dia 20 de outubro, em um backstage segment com o General Manager Tiffany lhe recebendo na brand. No dia 3 de novembro ela começou uma storyline com Zack Ryder, que estava apaixonado por ela, distraindo-oem seus combates. Em 25 de novembro, Mendes começou uma relação com Zack, transformando-se em sua manager. Rosa acompanhou Ryder em várias feuds, incluindo com Tommy Dreamer, que terminou em 29 de dezembro quando Ryder derrotou Dreamer para forlá-lo a partir da WWE. No último dia de atividade da brand em 16 de fevereiro de 2010, Ryder e Mendes interferiram na match principal da noite, mas Mendes foi atacada por Tiffany com um Spear.
Foi anunciado em 25 de fevereiro de 2010 no Superstars  que Ryder e Mendes foram enviados para o Raw. Ela fez seu retorno ao ringue em 5 de Abril, quando competiu em uma Divas Battle Royal para determinar o concorrente de Maryse pelo WWE Divas Championship, mas foi vencida por Eve Torres.
Três semanas depois, em 27 de abril, Mendes foi enviada ao SmackDown pelo Draft Suplementar, sem Zack Ryder. Apesar disso, Mendes continuou acompanhando Zack Ryder em 29 de abril no WWE Superstars, vencendo Primo. Em sua primeira match no SmackDown, ela perdeu para Kelly Kelly. Em junho de 2010, Rosa Mendes pediu para se juntar à equipe de LayCool, mas seu pedido foi recusado e em seguida foi zombada pela dupla. Como resultado, Rosa Mendes tentou impressionar LayCool por alguns meses querendo conquistar a aceitação no grupo, mas falhando por diversas vezes. Em 17 de setembro no SmackDown, Rosa Mendes teve um face turn quando se uniu com Kelly em uma derrota contra LayCool.
Rosa teve sua primeira vitória sozinha na empresa em 25 de fevereiro ao derrotar Layla por desqualificação depois de McCool lhe atacar do lado de fora do ring. Na semana seguinte, Rosa se uniu com Beth Phoenix, sendo derrotadas por LayCool. Em 25 de março de 2011 no SmackDown!, Mendes se uniu com Kelly novamente perdendo para LayCool.
Depois de dois meses inativa, Mendes voltou em 27 de maio no SmackDown! como uma heel, sendo manager de Tamina e Alicia Fox ao derrotarem as The Chickbusters (AJ Lee e Kaitlyn) com Fox pinando Kaitlyn, um feito que se repetiu na semana seguinte com Tamina pinando AJ. Em 3 de junho novamente no SmackDown, Alicia Fox e Tamina com Rosa Mendes venceram as Chickbusters. Na semana seguinte, Rosa acompanhou Tamina que perdeu para AJ. Em 17 de junho no SmackDown, Mendes se juntou com Alicia e Tamina numa tag team match contra Natalya e The Chickbusters para derrotá-las. Em 23 de junho no WWE Superstars, Mendes competiu numa revanche, mas dessa vez perderam após AJ pinar Alicia. Em 15 de julho no SmackDown, ela perdeu para a Divas Champion Kelly Kelly em uma partida que não valia o título.
No dia 1 de agosto no Raw, Rosa competiu em uma battle royal para determinar a concorrente de Kelly pelo título no SummerSlam que foi vencida por Beth Phoenix.

### Manager de Primo & Epico (2011–2013)

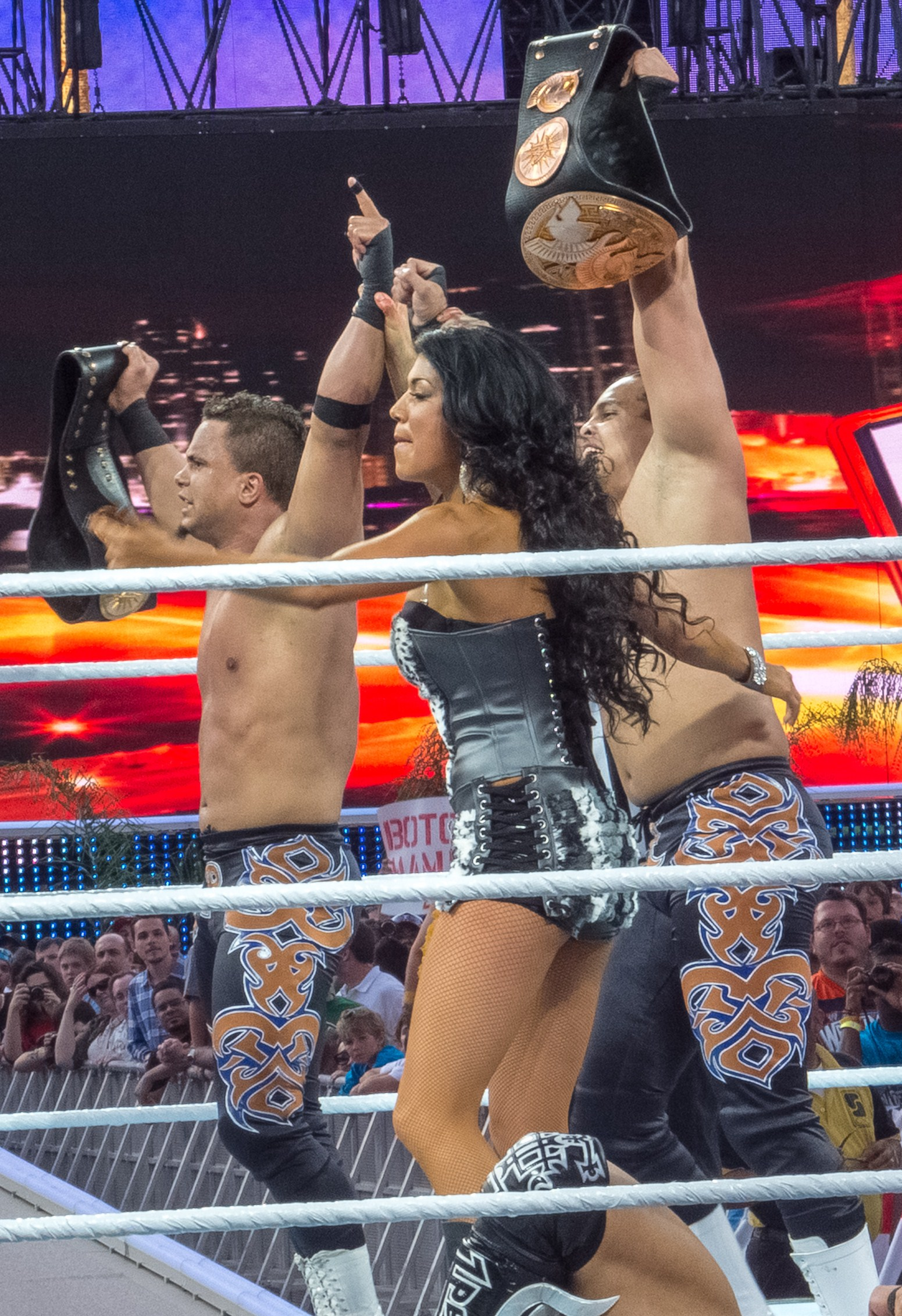
Mendes com Primo e Epico na WrestleMania XXVIII.

Mendes começou a acompanhar Primo e Epico desde 1 de dezembro de 2011 no Superstars. Em 15 de janeiro de 2012 em um evento ao vivo em Oakland, California, Primo e Epico venceram Air Boom para ganhar o WWE Tag Team Championship pela primeira vez. No preshow do WrestleMania XXVIII, Primo e Epico retiveram seus títulos num combate contra The Usos e Justin Gabriel e Tyson Kidd em uma triple threat tag team match. No RAW de 30 de Abril, eles perderam os títulos contra R-Truth e Kofi Kingston. Depois de perder os títulos, Primo, Epico e Mendes se juntaram-se a A.W.'s "All World Promotions" numa stable, até que turnaram no No Way Out quando A. W. os fizeram perder, aliando-se com Prime Time Players (Titus O'Neil e Darren Young). No RAW seguinte, Rosa, Primo e Epico tornaram-se face quando derrotaram Prime Time Players por count-out depois que Titus e Darren saíram da match. No Money In The Bank, Mendes acompanhou Primo e Epico do lado de fora do ring, onde foram derrotados por Young e O'Neil em uma tag team match. De setembro de 2012 até o fim do ano, Primo e Epico sofreram uma longa série de derrotas.

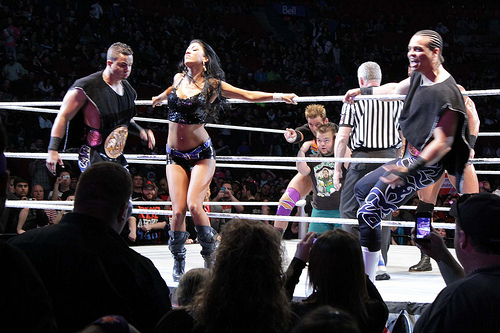
Primo e Epico como os WWE Tag Team Champions acompanhados por Rosa Mendes.

Em 19 de novembro no RAW, Mendes entrou em uma feud com Hornswoggle após receber um buquê de flores, que ela tentou usar para atacá-lo no WWE Superstars em 6 de dezembro, mas foi atacada por Natalya.> Na noite seguinte no SmackDown, Mendes acompanhou Primo e Epico durante um combate com The Great Khali e Hornswoogle. Durante a luta ela tentou atacar Hornswoogle, mas foi mais uma vez impedida por Natalya.  Em 28 de dezembro no SmackDown, ela foi atacada por Funkadactlys (Naomi e Cameron) após discutir com Brodus Clay que havia vencido Primo. Em 4 de janeiro no SmackDown, Mendes juntou-se com Primo e Epico, mas perderam para Natalya, Hornswoggle e The Great Khali em uma mixed-tag-team match. Em 11 de fevereiro no RAW, Primo e Epico perderam para Brodus Clay e Tensai. Após a partida Rosa novamente foi atacada pelas Funkadactlys. Na semana seguinte ela se juntou com Primo e Epico contra Naomi, Brodus e Tensai em uma six person mixed tag team match, mas perdeu. Em 19 de abril no SmackDown, Rosa, Primo e Epico perderam novamente para Great Khali, Natalya e Hornswoggle. O combate foi devido uma discussão sobre uma vaga de estacionamento. Em 20 de abril no WWE Saturday Morning Slam, Rosa Mendes, Primo e Epico foram entrevistado por Natalya, onde Rosa lhe insultou, resultando numa 6 person mixed tag team match na semana seguinte. Na semana seguinte sua equipe foi derrotada.
Então ela tirou férias de dois meses para resolver alguns problemas pessoas em sua casa na Costa Rica. Mendes voltou a WWE numa aparição televisionada da WWE NXT em 25 de julho parabenizando Paige por ter conquistado o NXT Women's Championship.

### Retorno (2013)
Em 26 de agosto, Mendes voltou ao Raw como face, dançando com The Miz antes de Miz e Cody Rhodes derrotarem Damien Sandow e Fandango.
Apesar disso, ela se juntou com outras divas heel (Aksana e Alicia Fox) em 7 de outubro no Raw, perdendo uma partida contra Natalya, Eva Marie e JoJo. Em 19 de novembro na edição Country do Raw, Mendes e outras divas competiram em uma competição de dança das cadeiras, que terminou em no-contest devido a uma briga. Mais tarde naquela noite, foi anunciado que Rosa Mendes faria sua estreia em pay-per-view no ringue na equipe de AJ Lee, Tamina Snuka, Aksana, Alicia Fox, Kaitlyn e Summer Rae contra The Bella Twins, Cameron, Naomi, Natalya, JoJo e Eva Marie em uma tradicional survivor series elimination tag team match no Survivor Series. Em 20 de novembro no WWE Main Event, Rosa junto com as "Verdadeiras Divas" acompanharam Tamina Snuka em uma partida contra uma das Total Divas, Naomi, derrotando-a. No pay-per-view, Rosa Mendes conseguiu eliminar Cameron e foi eliminada por Brie Bella, e seu grupo falhou em conseguir a vitória.

## Outras mídias
Roucka atuou em comerciais da Costa Rica para a Trident, Lux e Chrysler em 2004. Ela estrelou em um comercial da Bodog.com em 2005.
Ela representou Isabel Díaz no videogame Need for Speed: Most Wanted.

### Filmografia
| Comerciais  | Comerciais                                    | Comerciais  | Comerciais |
| Ano         | Título                                        | Papel       | Notas      |
| ----------- | --------------------------------------------- | ----------- | ---------- |
| 2004        | Trident Gum                                   | Ela mesma   |            |
| 2004        | Lux Soap                                      | Ela mesma   |            |
| 2004        | Chrysler                                      | Ela mesma   |            |
| 2005        | Bodog.com                                     | Ela mesma   |            |
| Video Games |                                               |             |            |
| Ano         | Título                                        | Papel       | Notas      |
| 2005        | Need for Speed: Most Wanted                   | Isabel Díaz | Voz        |
| DVDs        |                                               |             |            |
| Ano         | Title                                         | Role        | Notes      |
| 2010        | Ricky Steamboat: The Life Story of the Dragon | Ela mesma   |            |
| 2012        | WWE: Superstar Collection - Zack Ryder        | Ela mesma   |            |

## No wrestling
- Finishing moves
  - Hell Makeover[1][91] (Swinging neckbreaker)[1][91][92][93]
- Signature moves
  - Camel clutch[1][93]
  - Mendes Choke (Cross-armed surfboard)[1]
  - Flower Fall[1] (Sidewalk slam)[1][93]
  - Flower Suplex[1][94] (Snap suplex)[1][56][93][95][96]
  - Flying clotheslines[1][56][95][96]
  - Hair-pull mat slam[1][97]
  - Schoolgirl roll-up[1][97]
  - Lou thesz press  seguido por Punches ou Head Smashes[1][56]
- Managers
  - Beth Phoenix
  - Alicia Fox[59][91]
  - A.W[98]
- Wrestlers managed

| - Bad Kompany (Mike Kruel, Shawn Osborne, e Eddie Craven) - Jay Bradley - Brad Allen - Nattie Neidhart | - Abraham Washington - Glamarella (Santino Marella e Beth Phoenix) - Carlito - Zack Ryder - Layla El | - Alicia Fox - Hornswoggle - Tamina - Primo e Epico |

- Nicknames
  - "The Femme Fatale"
  - "The Freakin' Costa Rican"
  - "The Stunning Latina"[3]
- Temas de entrada
  - "Feelin Me" por Jim Johnston (FCW)[91]
  - "Barcode" por Jack Elliot (17 de Novembro de 2011 –26 de Dezembro de 2012)[91]
  - "Enchanted Isle" por Jim Johnston (26 de Dezembro de 2012–presente)[91]
  - "Excess All Areas" por Extreme Music (15 de Junho de 2009–presente)[91]

## Títulos e prêmios
- Florida Championship Wrestling
  - Queen of FCW (1 vez)[11]
- Ohio Valley Wrestling
  - OVW Women's Championship (1 vez)[7]
- Pro Wrestling Illustrated
  - PWI a colocou na #50ª posição das 50 melhores lutadoras femininas em 2009[101]
  - PWI a colocou na #43ª posição das 50 melhores lutadoras femininas em 2008[102]
- World Wrestling Entertainment
  - Slammy Award por Melhor Uso de Equipamento de Ginástica (2010)